# Das Brot der frühen Jahre (Film)
Das Brot der frühen Jahre ist ein deutscher Spielfilm aus dem Jahr 1962 nach der gleichnamigen Erzählung von Heinrich Böll. Regisseur Herbert Vesely begründete mit dieser Inszenierung den Neuen Deutschen Film.

## Handlung
Erzählt wird die unspektakuläre Geschichte eines deutschen Durchschnittsbürgers, der es sich in der Bundesrepublik der späten Adenauer-Jahre behaglich eingerichtet hat und glaubt, dass er ein zufriedenes und erfülltes Leben führt.
Walter Fendrich ist Elektriker und hat als Monteur von Waschmaschinen ein geregeltes Einkommen. Er besitzt, zu dieser Zeit nicht gerade selbstverständlich, ein eigenes Auto und lebt in einer gutbürgerlichen Wohnung. Sein sozialer Aufstieg scheint überdies gesichert, seitdem die Tochter seines Chefs, Ulla Wickweber, seine Freundin ist. Bislang waren diese materiellen Dinge Richtschnur im Leben von Walter Fendrich, der in bitterarmen Verhältnissen aufgewachsen ist. Doch eines Tages wird alles anders; er stellt seine bisherige Existenz in Frage und alles bislang Erreichte auf den Kopf.
Ein Wiedersehen mit seiner Jugendfreundin Hedwig Muller wirft ihn emotional völlig aus der Bahn. Die Liebe trifft ihn unvermittelt, so dass er die totale Sinnlosigkeit seines bisherigen Lebens konstatieren muss. Die für ihn geltenden Wertmaßstäbe verlieren ihre Bedeutung, gesellschaftlich vorgegebenen Leitlinien und Konventionen mag er ab sofort nicht mehr folgen. Fendrich zieht daraus die Konsequenzen: er kündigt seine Arbeit und trennt sich noch am selben Tag von Ulla, um mit Hedwig ein neues Leben zu beginnen und die neue Freiheit zu genießen.

## Produktion
Die Dreharbeiten erfolgten im November und Dezember 1961 in Berlin. Die Uraufführung fand während der Internationalen Filmfestspiele von Cannes am 22. Mai 1962 statt. Die deutsche Erstaufführung erfolgte einen Tag später in Köln.
Anlässlich des 25. Jahrestages des Oberhausener Manifestes wurde Das Brot der frühen Jahre am 6. Mai 1987 wiederaufgeführt.
Die Produktionskosten beliefen sich auf 400.000 DM. Der Film wurde vom Land Nordrhein-Westfalen mit 100.000 DM bezuschusst.
Vesely hatte darauf bestanden, noch vor der deutschen Erstaufführung den Film in Cannes starten zu lassen, weil er von der französischen Filmkritik substantiellere Urteile als von der deutschen erwartete. Doch die französische Kritik lehnte den Film überwiegend ab. Auch in Deutschland war Das Brot der frühen Jahre weder bei der Kritik noch beim Publikum erfolgreich. So gelang dem Neuen Deutschen Film erst Mitte der 1960er Jahre mit Es und Der junge Törless der Durchbruch.
Die beiden Nebendarsteller Eike Siegel und Tilo von Berlepsch waren miteinander verheiratet.

## Auszeichnungen
Das Brot der frühen Jahre wurde am 24. Juni 1962 mit dem Zweiten Preis für einen abendfüllenden Spielfilm, Filmband in Gold, ausgezeichnet. Der Erste Preis wurde 1962 nicht vergeben.
In der Kategorie Beste Hauptdarstellerin erhielt Vera Tschechowa ebenfalls das Filmband in Gold. Weitere Filmbänder in Gold gingen an den Nachwuchskameramann Wolf Wirth, der ungewöhnlich veristische, entfesselte und an die französische Nouvelle-Vague-Tradition anlehnende Filmbilder vorlegte, sowie an den Komponisten Attila Zoller und an Herbert Vesely in der Kategorie Bester Nachwuchsregisseur.

## Kritik
Im Spiegel war anlässlich der Premiere Folgendes zu lesen:

„In Cannes jedoch vernahm man nur sanftes Plätschern. Wohl wurde die unkonventionelle Kamera-Arbeit Wolf Wirths, den der Berliner Kritiker Friedrich Luft für ‚einen der kühnsten Augenmenschen unseres Films‘ hält, auch von der Festival-Kritik in Cannes mit Lob bedacht (Le Figaro: ‚Viele Bilder fesseln stark‘). Doch die optischen Finessen – rasende Kameraschwenks oder grobkörnige Großaufnahmen, wie sie in dem wohlfeilen Photoblatt Magnum zu sehen sind – verdeutlichten nur die Fehlkonzeption des Films, der auf gewaltsame Art neu sein will und deshalb, wie Kritiker Luft fand, ‚wirr, unklar, überstilisiert, diffus und am Ende quälend‘ bleibt. […] Vesely hingegen zerstörte die Chronologie der Erzählung absichtsvoll. Inspiriert von der Lektüre verschiedener Hervorbringungen des französischen nouveau Roman, setzte er aus ‚Erinnerungen, Mutmaßungen, Reaktionen und Zeugnissen‘ den Handlungsablauf auf bizarre Weise neu zusammen. Zunächst kreist er durch Zeugenaussagen den äußeren Sachverhalt ein. Aus Telephongesprächen, Gesprächsfetzen, inneren Monologen und Protokollsätzen fügt sich dann, wie im Puzzle-Spiel, das Bild eines Tages im Leben des Helden zusammen. […] So freimütig Vesely im Formalen experimentierte, so scheu begegnete er dem metaphysisch-religiösen Anstrich der literarischen Vorlage. Bei Böll ist der Held seit den Hungerjahren nach dem Krieg von einer ‚wölfischen‘ Gier nach Brot besessen, die ihn in einen latenten Widerspruch zu seiner gesitteten Umgebung bringt und schließlich die Voraussetzung für seinen ‚Ausbruch aus dem bürgerlichen Leben‘ ist.“

Günter Rohrbach schrieb in der Zeitschrift Filmkritik (Juni 1962):

„Der Versuch ist nicht schon allein deshalb lobenswert, weil er riskant ist. Das Außerordentliche bedarf des Experiments, es ist es aber nicht schon selber.“

Reclams Filmführer analysierte Das Brot der frühen Jahre wie folgt: Der Film

„hat seine Bedeutung vor allem als radikale Absage an das damals übliche konfektionierte Mittelmaß, dem er allerdings keine rechte Alternative entgegenzustellen wußte. Das Brot der frühen Jahre ist eine Art optisches Lexikon filmischer Möglichkeiten – voll raffinierter Bildkompositionen, rasanter Schwenks, verwegener Fahrten, temporeicher Montagen. Aber diese Details gewinnen keine rechte Funktion für das Ganze, bleiben eindrucksvolle, aber gelegentlich ermüdende Stilübungen.“

Kay Wenigers Großes Personenlexikon des Films bezeichnete den Film als Veselys bedeutendstes Werk und nannte die Inszenierung „kühl ästhetisierend“. Ferner wird daran erinnert, dass Das Brot der frühen Jahre „erst im nachhinein als Initialzündung für den Start der Ära des ‚jungen deutschen Films‘ angesehen wurde.“
Das Lexikon des Internationalen Films schrieb:

„Die vielfach verschachtelte, aus verschiedenen Perspektiven entwickelte Inszenierung enthält zahlreiche Extravaganzen und Novitäten, die zwar das bundesdeutsche Kino der frühen 60er Jahre belebten, insgesamt der Vorlage jedoch wenig gerecht wurden.“